# La Pommeraie-sur-Sèvre
La Pommeraie-sur-Sèvre ist eine ehemalige französische Gemeinde mit zuletzt 1.053 Einwohnern (Stand: 1. Januar 2013) im Département Vendée in der Region Pays de la Loire. Sie gehörte zum Arrondissement Fontenay-le-Comte und zum Kanton Les Herbiers (bis 2015: Kanton Pouzauges). Die Einwohner werden Pommeraisiens genannt.
Seit dem 1. Januar 2016 ist Le Pommeraie-sur-Sèvre mit den Nachbargemeinden Les Châtelliers-Châteaumur, La Flocellière und Saint-Michel-Mont-Mercure zur neuen Gemeinde Sèvremont zusammengeschlossen.

## Geographie
La Pommeraie-sur-Sèvre liegt etwa 52 Kilometer ostnordöstlich von La Roche-sur-Yon am Sèvre Nantaise.

## Bevölkerungsentwicklung
| Jahr                      | 1962 | 1968 | 1975 | 1982 | 1990 | 1999 | 2006  | 2013  |
| ------------------------- | ---- | ---- | ---- | ---- | ---- | ---- | ----- | ----- |
| Einwohner                 | 931  | 921  | 936  | 937  | 964  | 933  | 1.003 | 1.053 |
| Quelle: Cassini und INSEE |      |      |      |      |      |      |       |       |

## Sehenswürdigkeiten
- Kirche Saint-Martin-de-Tours aus dem 13. Jahrhundert
- Schloss Le Deffend